# Mem de Sá
Mem de Sá (ca. 1500 — 2. marts 1572) var generalguvernør i Brasilien i perioden 1558—1572.
Han blev født i Coimbra, Portugal, omkring år 1500, samtidig med portugisiske opdagelsesrejsende Pedro Álvares Cabral opdagede Brasilien.
Hans nevø Estácio de Sá grundlagde byen Rio de Janeiro i 1565.